# 1740.
◄ | 17. stoljeće | 18. stoljeće | 19. stoljeće | ►
◄ | 1710-ih | 1720-ih | 1730-ih | 1740-ih | 1750-ih | 1760-ih | 1770-ih | ►
◄◄ | ◄ | 1737. | 1738. | 1739. | 1740. | 1741. | 1742. | 1743. | ► | ►►
Arhitektura • Astronomija • Biologija • Glazba • Kazalište • Kemija • Kiparstvo • Knjige • Književnost • Kršćanstvo • Medicina • Politika • Pravo • Promet • Slikarstvo • Znanost

## Događaji
- Nakon Ukaza Marije Terezije obustavlja se progon vještica u Zagrebu.
- Objavljen Gazofilacij Ivana Belostenca.
- Na vlast u Habsburškoj Monarhiji došla je Marija Terezija.

## Vanjske poveznice
|  | Zajednički poslužitelj ima još gradiva o temi 1740. |